# Tipula (Acutipula) camerounensis
Tipula (Acutipula) camerounensis is een tweevleugelige uit de familie langpootmuggen (Tipulidae). De soort komt voor in het Afrotropisch gebied.